# كاثرين روبنسون (مقدمة تلفزيونية)
كاثرين روبنسون (بالإنجليزية: Kathryn Robinson)‏ هي مقدمة تلفزيونية أسترالية، ولدت في 24 يوليو 1975 في أستراليا.